# Linanthus pungens
Linanthus pungens är en blågullsväxtart. Linanthus pungens ingår i släktet Linanthus och familjen blågullsväxter.

## Underarter
Arten delas in i följande underarter:
- L. p. hazeliae
- L. p. pungens

## Bildgalleri

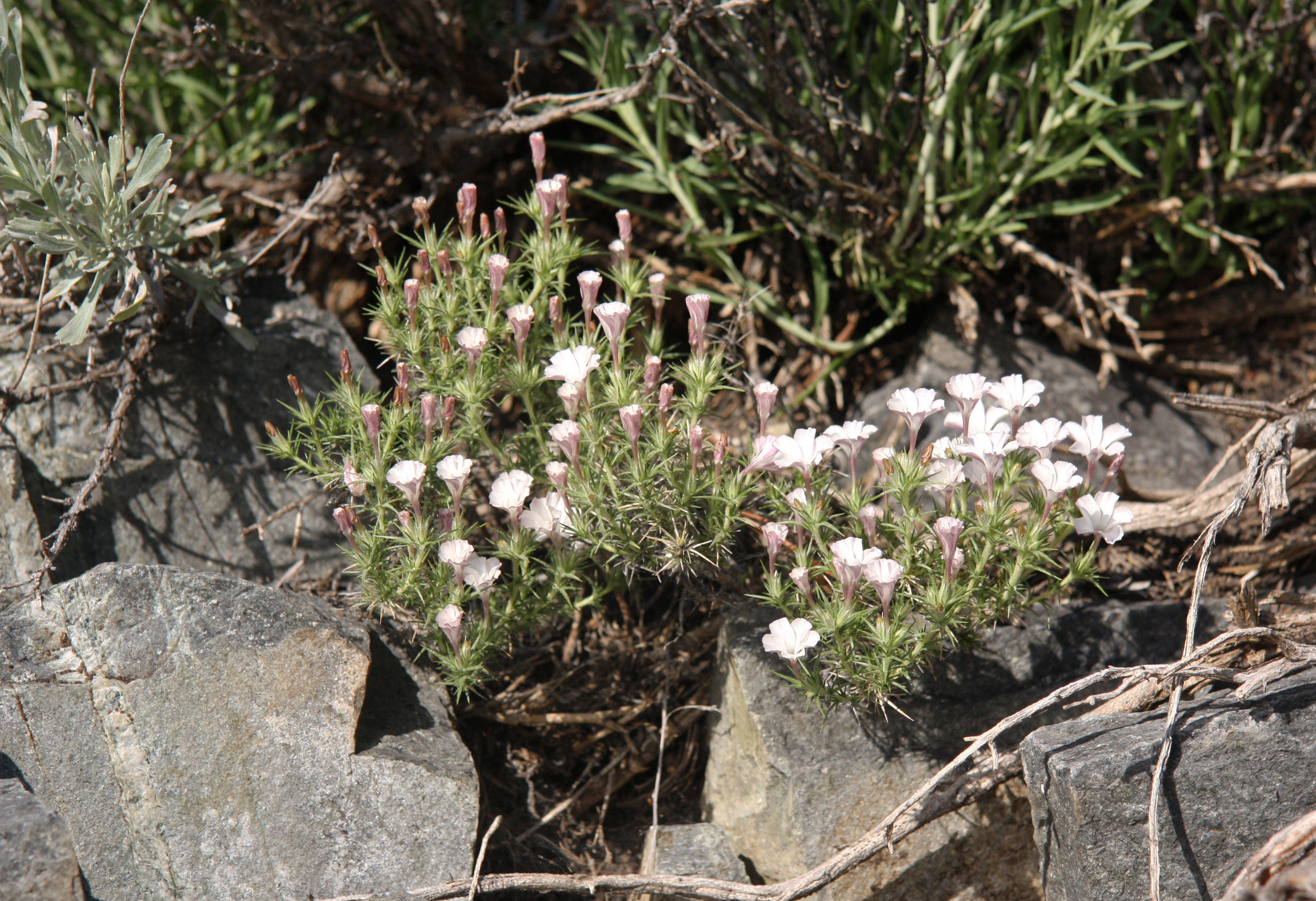
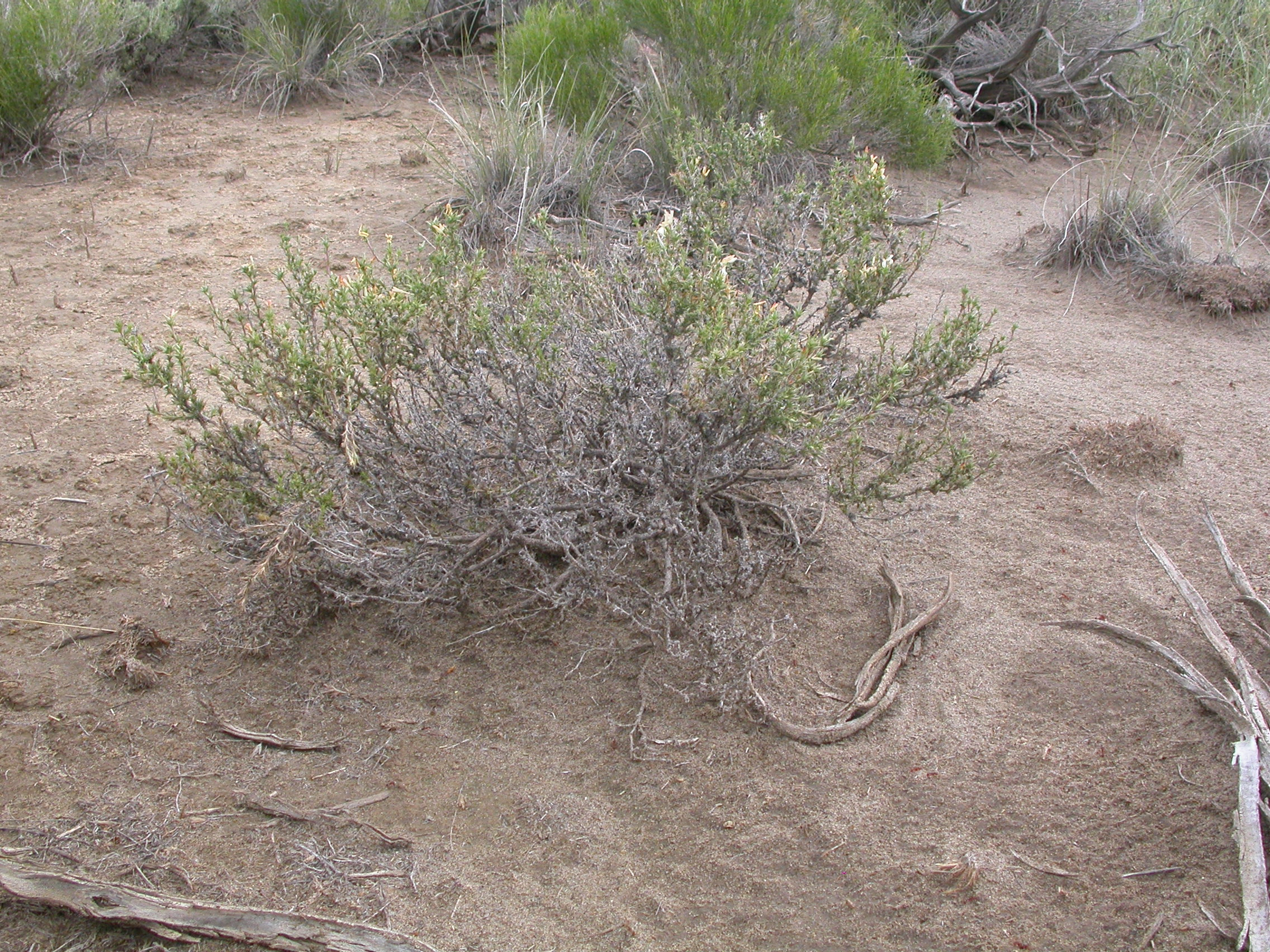
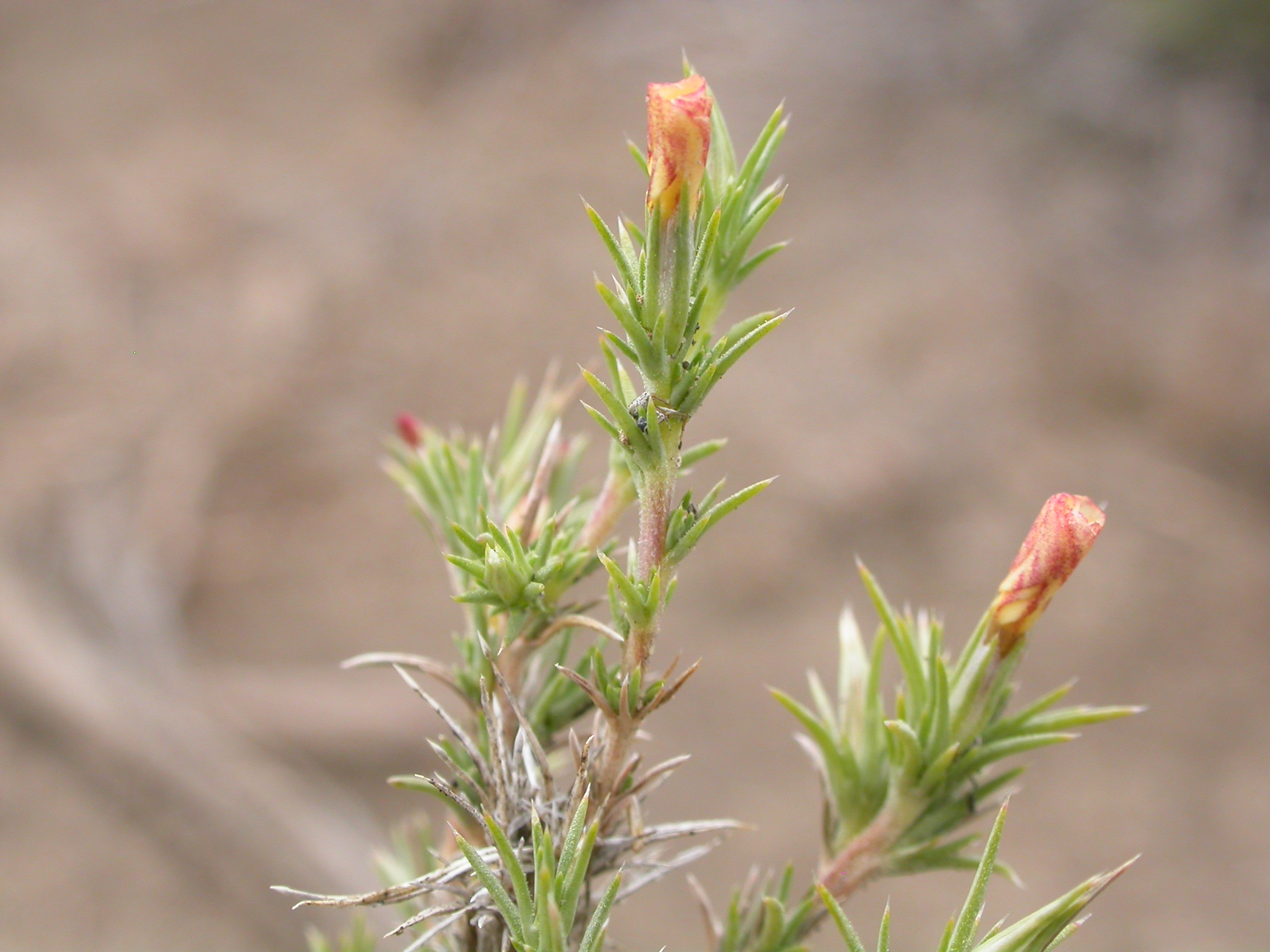
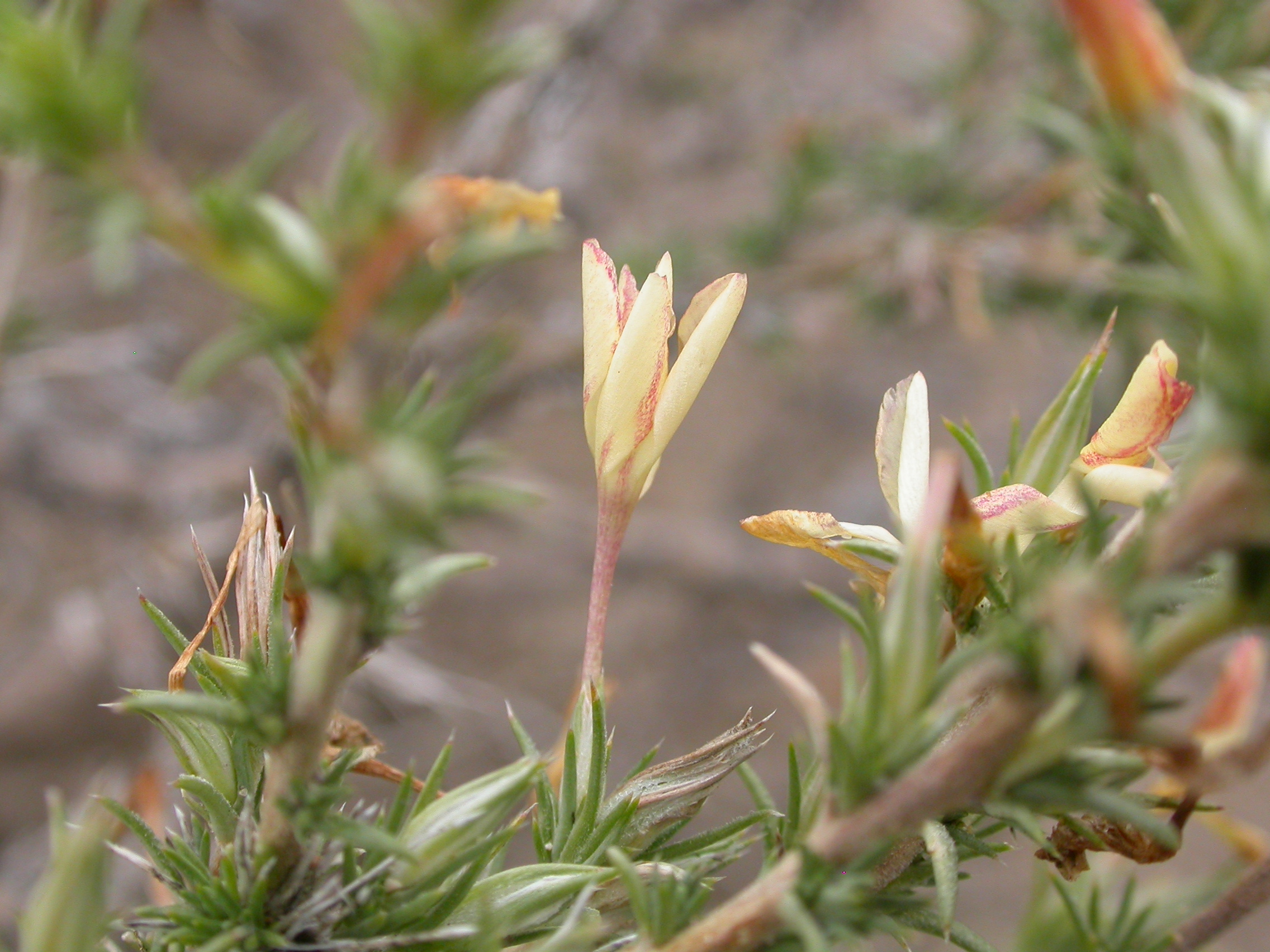
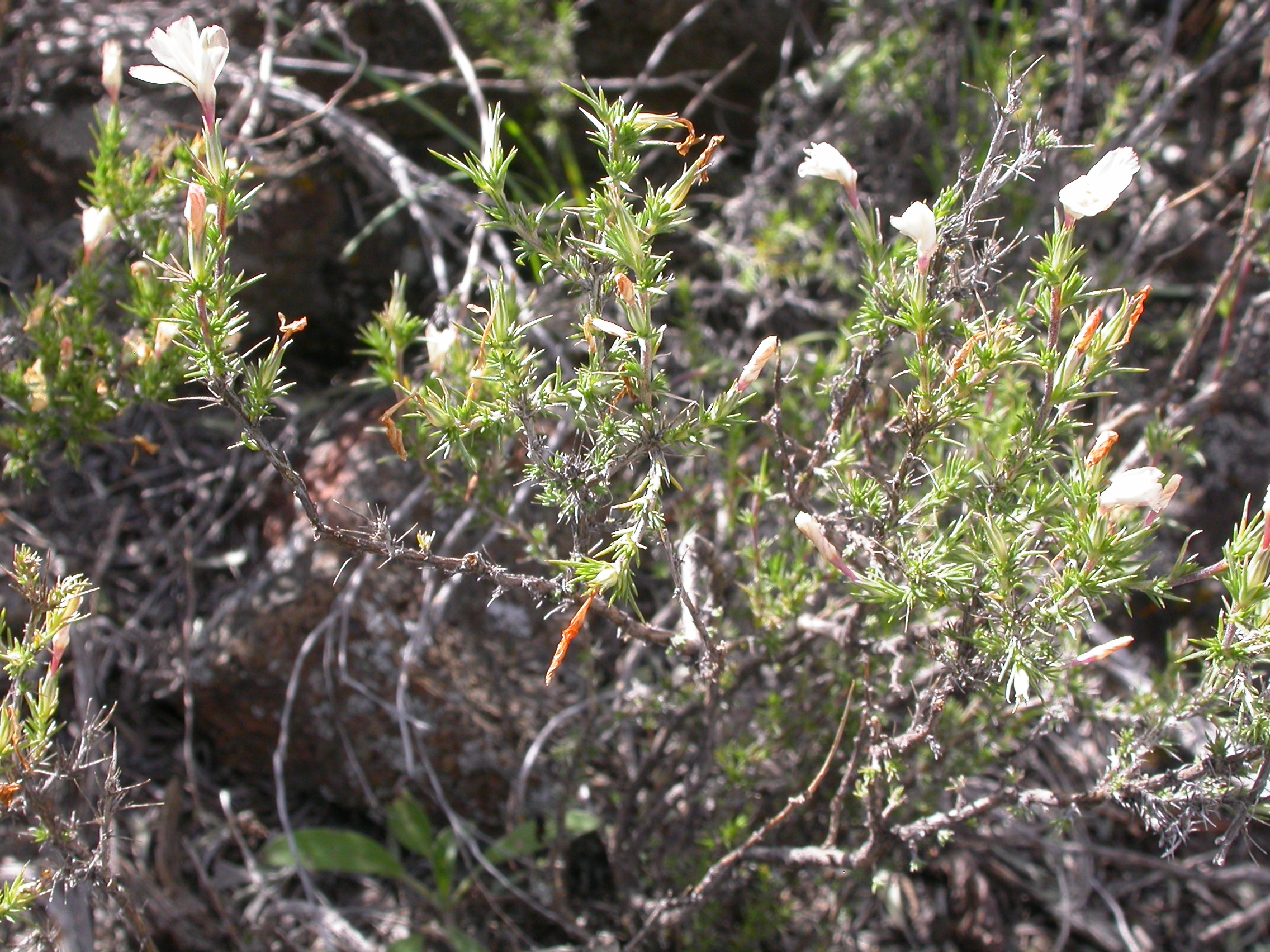
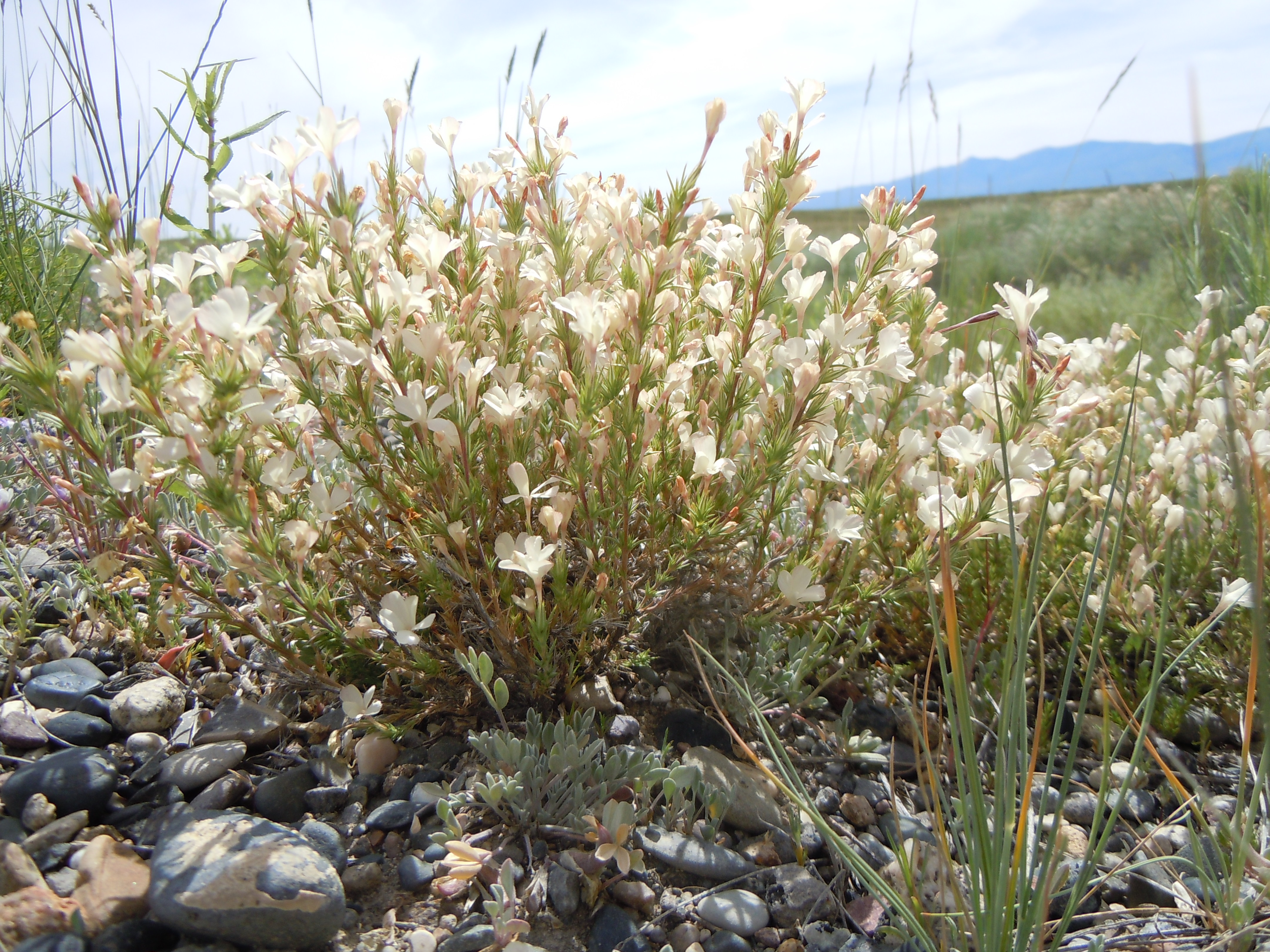